# Doornbos-Linie

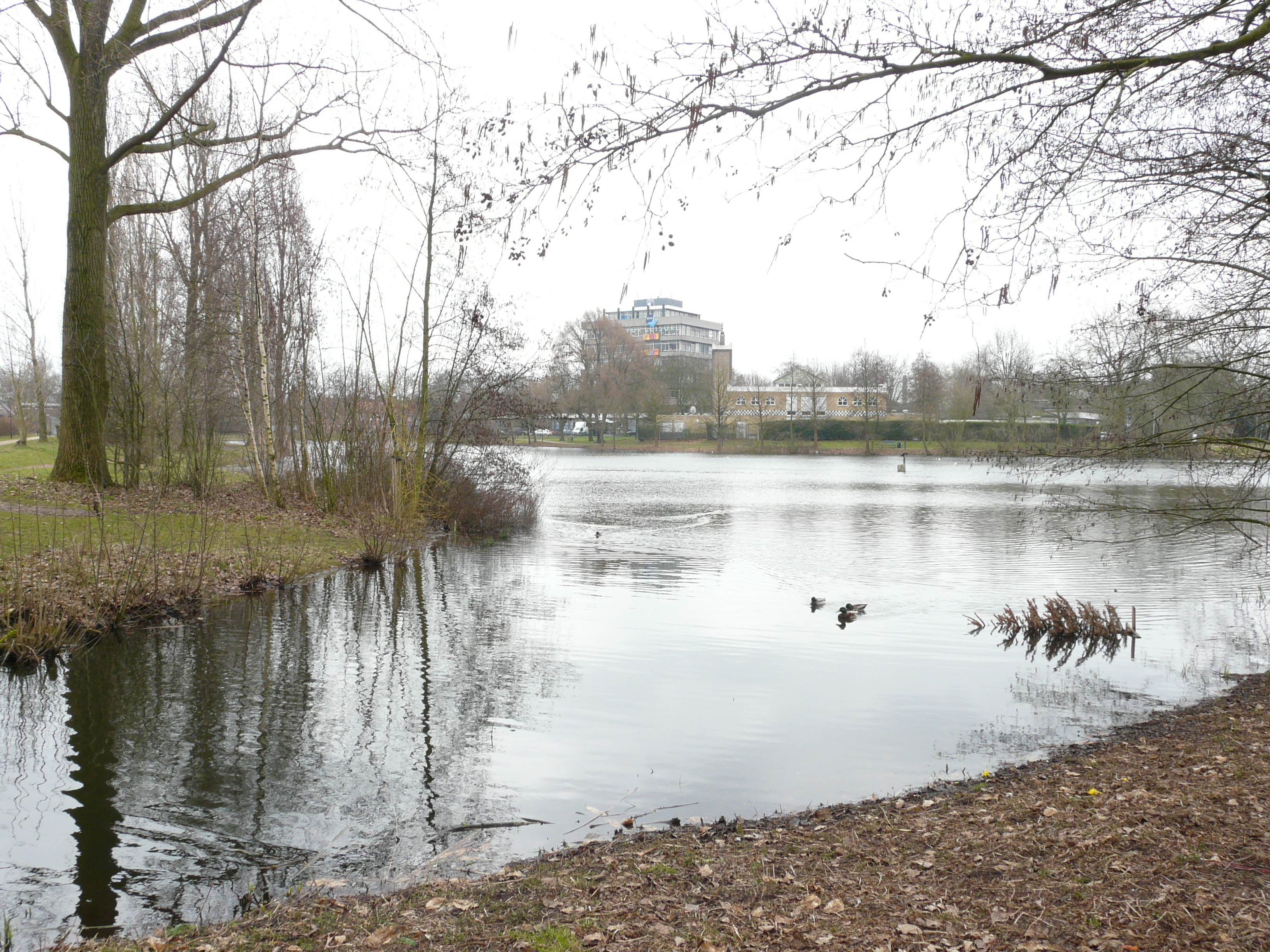
Liniepark

Doornbos-Linie is een wijk in het noorden van Breda. Zij ligt vlak over het spoor van station Breda, ten noordoosten van het stadscentrum van Breda, met de buurten Doornbos en Linie. Het is een zeer multicultureel deel met veel huurhuizen, slechts een enkele straat heeft koophuizen.
Er zijn winkelcentra rond de Baliëndijk en het Edisonplein. Verder zijn er buurthuis Doornbos en Gezondheidscentrum Doornbos. Ook is er de basisschool de Liniedoorn.
In het plan CrossMark Breda speelt Doornbos-Linie ook een rol in de omgeving van de Spoorbuurt.
Doornbos-Linie in getallen:
- De buurten Doornbos en Linie beslaan samen 127,1 hectare.
- Er wonen 3987 inwoners.
- De gemiddelde leeftijd van de bewoners is 37,2 jaar.
- Er staan 1861 woningen, waarvan 34,9% een koopwoning is.
- Het gemiddelde jaarinkomen is 16.400 euro, tegenover 20.400 euro in heel Breda.
- Het werkloosheidsniveau ligt op 10,7%, tegenover 6% in heel Breda.

(Cijfers over 2007, bron: afdeling Onderzoek en Informatie, gemeente Breda)

## Naam
De buurt Doornbos en de Doornboslaan ontlenen hun naam aan de hier vroeger eenzaam aan het eind van de Vuchtstraat gelegen villa 'Huize Doornbosch', waar de familie Dinnesen woonde. In de jaren vijftig ging dit gebied deel uitmaken van het uitbreidingsplan Breda-Noord. 
De buurt Linie ontleent haar naam aan het vroegere 'Liniekwartier'. Ze verwijst naar een vroegere fortificatie in de Hoge Vucht. In de Tachtigjarige Oorlog lagen verschillende van dergelijke vooruitgeschoven posten ten noorden van de vestingstad Breda, welke stad weer belangrijk was voor de bescherming van Holland.

## Galerij

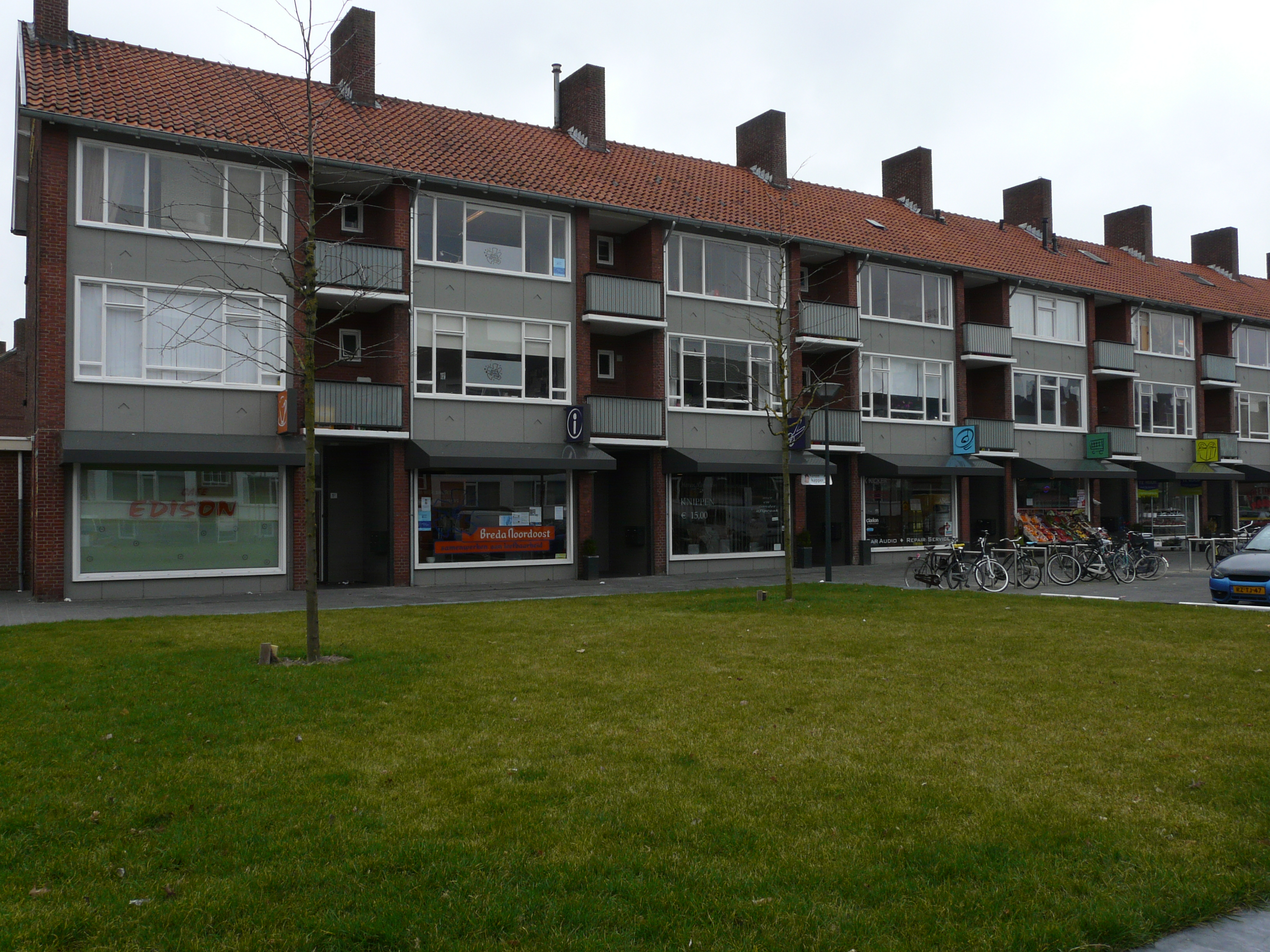
Edisonplein
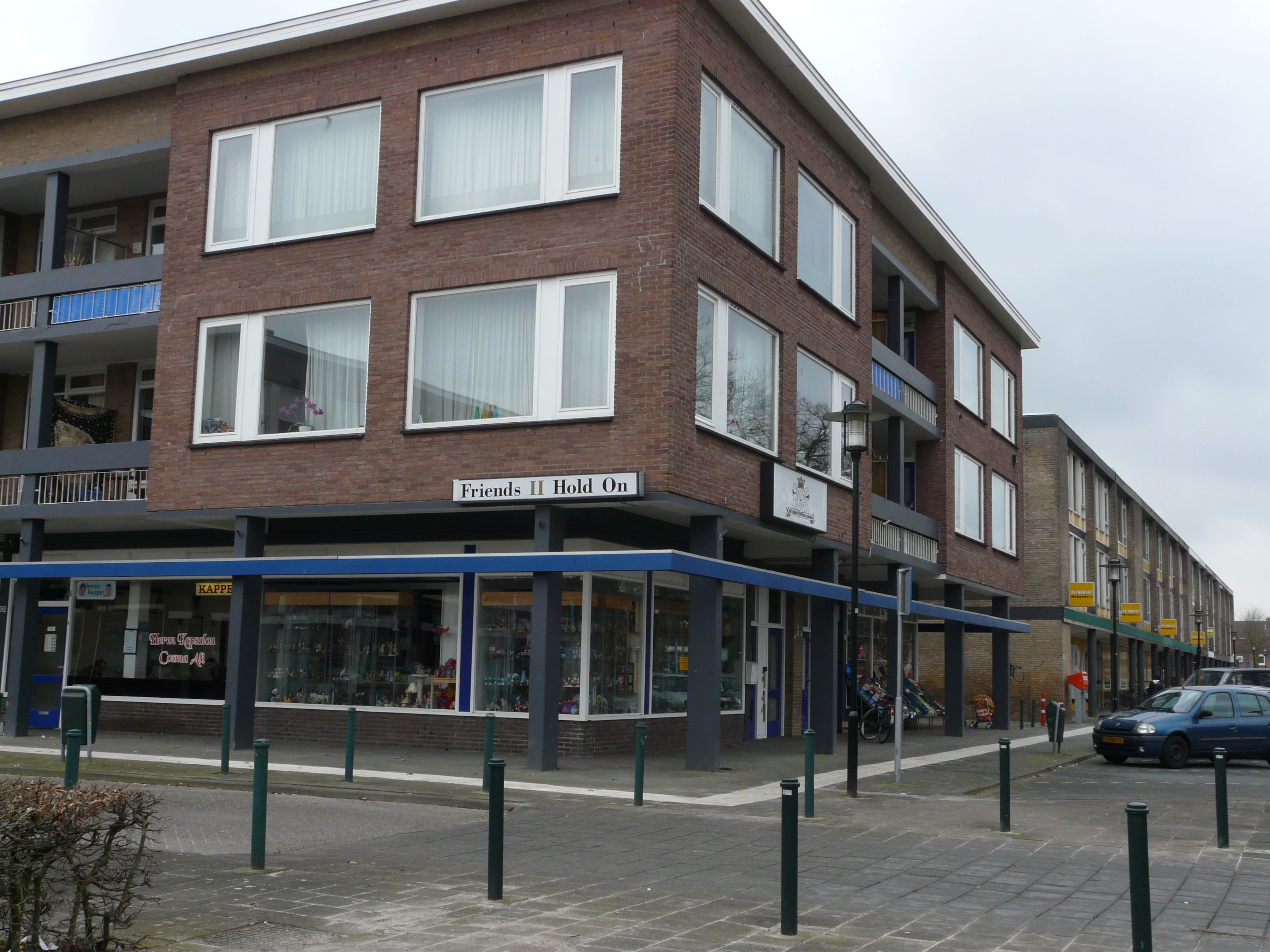
Baliëndijk
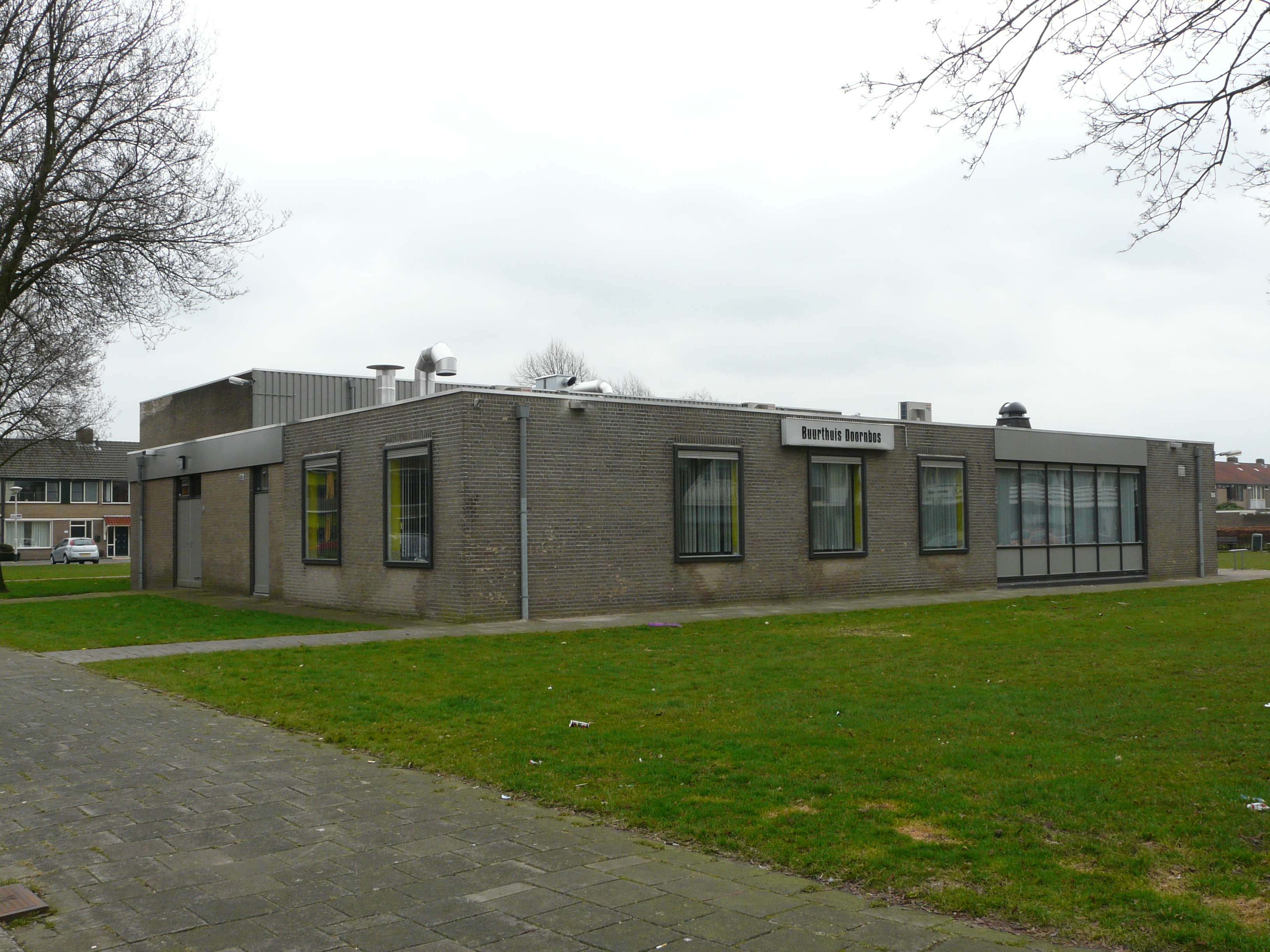
Buurthuis Doornbos
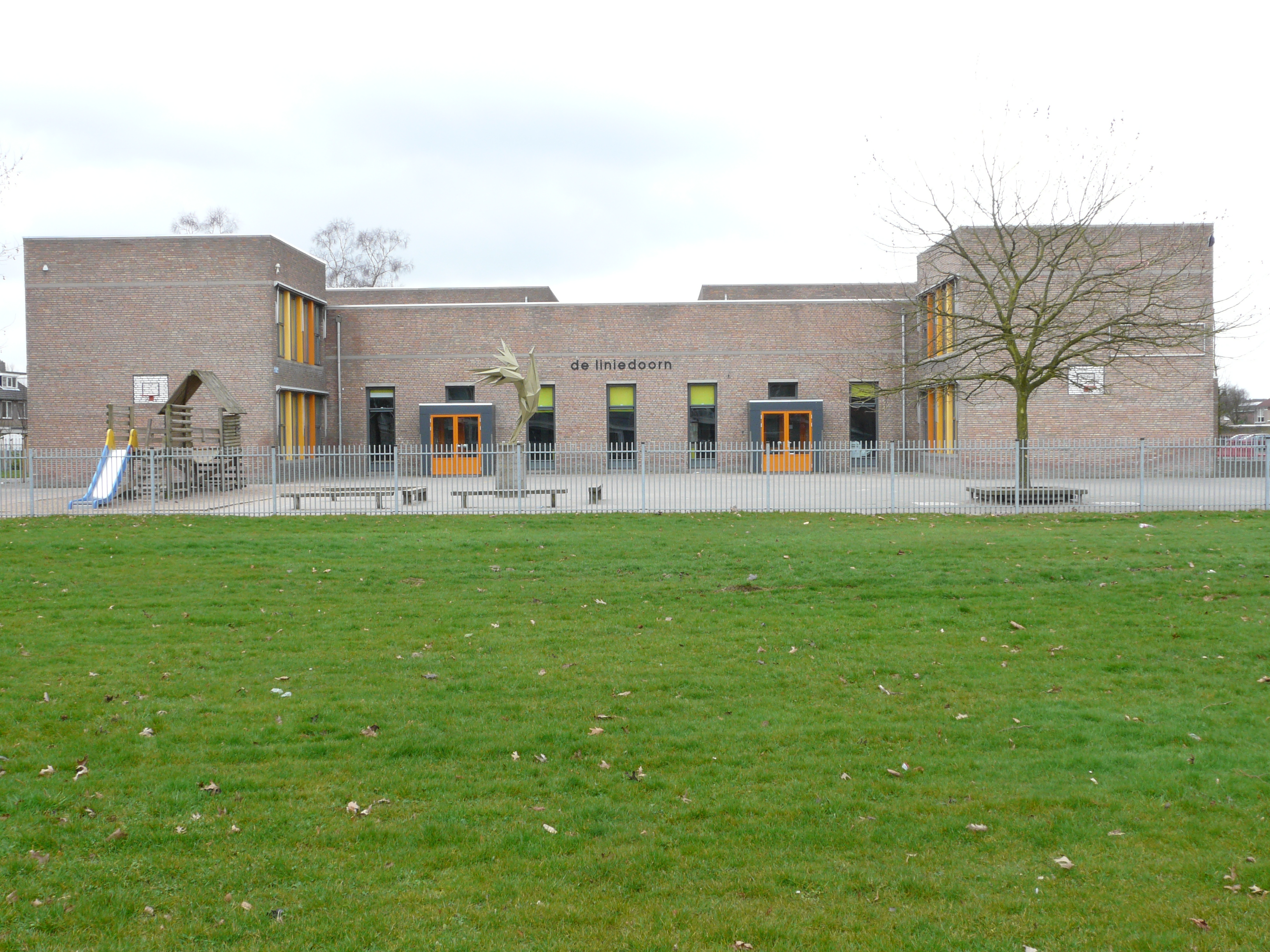
Basisschool de Liniedoorn